# یک بازی عالی
یک بازی عالی (انگلیسی: One Epic Game) یک بازی ویدئویی اکشن آرکید تک‌نفره برای سکوهای پلی‌استیشن ۳، پلی‌استیشن ویتا، پلی‌استیشن همراه، آی‌اواس و اندروید می‌باشد که توسط گریپ گیمز توسعه و گریپ گیمز، چیلینگو نشر پیدا کرده است.
این بازی اولین بار در ۲ اوت ۲۰۱۱ در آمریکای شمالی و به صورت توزیع دیجیتال منتشر شد.